# ویاچسلاف سارکیسوف
ویاچسلاف سرگئی سارکیسوف (ارمنی: [] Error: {{Lang}}: فاقد متن (راهنما); روسی: Вячеслав Серге́евич Саркисов؛ زادهٔ ۸ ژوئیهٔ ۱۹۸۹) بازیکن فوتبال در پست مهاجم ارمنی‌تبار اهل روسیه است.

## باشگاهی
از باشگاه‌هایی که در آن بازی کرده‌است می‌توان به باشگاه فوتبال نیکا مسکو اشاره کرد.